# Iranada venusta
Iranada venusta là một loài bướm đêm trong họ Noctuidae.